# Landkreis Fürth
Landkreis Fürth is een Landkreis in de Duitse deelstaat Beieren. De Landkreis telt 118.695 inwoners (31 december 2020) op een oppervlakte van 307,60 km². Kreisstadt is de stad Zirndorf.

## Indeling
Landkreis Fürth is verdeeld in 14 gemeenten. Vier gemeenten hebben de status van stad, vier andere gemeenten mogen zich Markt noemen. Een aantal van de kleinere gemeenten laten hun bestuurstaken middels een Verwaltungsgemeinschaft uitvoeren door een grotere buurgemeente.
Steden
1. Langenzenn
2. Oberasbach
3. Stein
4. Zirndorf

Märkte
1. Ammerndorf
2. Cadolzburg
3. Roßtal
4. Wilhermsdorf

Overige gemeenten
1. Großhabersdorf
2. Obermichelbach
3. Puschendorf
4. Seukendorf
5. Tuchenbach
6. Veitsbronn

Ammerndorf ·
Cadolzburg ·
Großhabersdorf ·
Langenzenn ·
Oberasbach ·
Obermichelbach ·
Puschendorf ·
Roßtal ·
Seukendorf ·
Stein ·
Tuchenbach ·
Veitsbronn ·
Wilhermsdorf ·
Zirndorf
Aichach-Friedberg · Altötting · Amberg · Amberg-Sulzbach · Ansbach (stad) · Landkreis Ansbach · Aschaffenburg (stad) · Landkreis Aschaffenburg · Augsburg (stad) · Landkreis Augsburg · Bad Kissingen · Bad Tölz-Wolfratshausen · Bamberg (stad) · Landkreis Bamberg · Bayreuth (stad) · Landkreis Bayreuth · Berchtesgadener Land · Cham · Coburg (stad) · Landkreis Coburg · Dachau · Deggendorf · Dillingen an der Donau · Dingolfing Landau · Donau-Ries · Ebersberg · Eichstätt · Erding · Erlangen · Erlangen-Höchstadt · Forchheim · Freising · Feyung-Grafenau · Fürstenfeldbruck · Fürth (stad) · Landkreis Fürth · Garmisch-Partenkirchen · Günzburg · Haßberge · Hof (stad) · Landkreis Hof · Ingolstadt · Kaufbeuren · Kelheim · Kempten im Allgäu · Kitzingen · Kronach · Kulmbach · Landsberg am Lech · Landshut (stad) · Landkreis Landshut · Lichtenfels · Lindau · Main-Spessart · Memmingen · Miesbach · Miltenberg · Mühldorf am Inn · München · Landkreis München · Neuburg-Schrobenhausen · Neumarkt in der Oberpfalz · Neurenberg · Neustadt an der Aisch-Bad Windsheim · Neustadt an der Waldnaab · Neu-Ulm · Nürnberger Land · Oberallgäu · Ostallgäu · Passau (stad) · Landkreis Passau · Pfaffenhofen an der Ilm · Regen · Regensburg (stad) · Landkreis Regensburg · Rhön-Grabfeld · Rosenheim (stad) · Landkreis Rosenheim · Roth · Rottal-Inn · Schwabach · Schwandorf · Schweinfurt (stad) · Landkreis Schweinfurt · Starnberg · Straubing · Straubing-Bogen · Tirschenreuth · Traunstein · Unterallgäu · Weiden in der Oberpfalz · Weilheim-Schongau · Weißenburg-Gunzenhausen · Wunsiedel im Fichtelgebirge · Würzburg (stad) · Landkreis Würzburg